# Wasilij Kapranow
Wasilij Łogwinowicz Kapranow (ros. Василий Логвинович Капранов, ur. 1904, zm. 1950) – polityk Ukraińskiej SRR.

## Życiorys
Od 1926 należał do WKP(b), 1941-1949 był zastępcą przewodniczącego Komitetu Wykonawczego Czernihowskiej Rady Obwodowej, podczas wojny z Niemcami podziemnego Komitetu Obwodowego KP(b)U w Czernihowie i zastępcą dowódcy czernihowskiego obwodowego oddziału partyzanckiego ds. gospodarczych. W 1949 został przewodniczącym Komitetu Wykonawczego Czernihowskiej Rady Obwodowej, stanowisko to zajmował do śmierci.